# Jean Paul Getty
Jean Paul Getty (Minneapolis, 15 dicembre 1892 – Londra, 6 giugno 1976) è stato un imprenditore, collezionista d'arte e filantropo statunitense naturalizzato britannico, petroliere fondatore della Getty Oil Company.

## Biografia
Nacque a Minneapolis, nel Minnesota, figlio di un industriale del petrolio. Fece anche lui fortuna nel settore, divenendo una delle prime persone ad avere un patrimonio stimato in più di un miliardo di dollari. Accumulò anche una straordinaria raccolta di reperti archeologici e di opere d'arte, con quadri dei più grandi pittori fiamminghi, francesi e italiani. La sua collezione è alla base del Jean Paul Getty Museum a Los Angeles. Si iscrisse alla University of Southern California di Los Angeles e poi all'Università di Berkeley, prima di laurearsi in economia e scienze politiche al Magdalen College di Oxford nel 1914. Durante le estati lavorava nei campi petroliferi del padre in Oklahoma. Nel 1916 divenne milionario gestendo la sua compagnia petrolifera di Tulsa.
Nel 1937 acquistò la Tidewater Oil Co., tra il 1942 e il 1961 fu presidente e socio principale della Minnehoma Financial Corp., mentre nel 1956 fondò la Getty Oil Company. È stato uno degli uomini più ricchi dei suoi anni: proprietario di pozzi di petrolio in Texas, in Canada e in Arabia Saudita e pioniere dello sfruttamento dell'Alaska, dove comprò per 72 milioni di dollari i diritti di sfruttamento su una vasta area. Aveva interessi anche in Italia, dove acquistò raffinerie a Gaeta, a Ravenna e a Milazzo per una produzione complessiva di 20 milioni di tonnellate annue.
La sua flotta di navi cisterna era formidabile, le sue proprietà immobiliari innumerevoli. Fra queste c'era anche il castello cinquecentesco di Sutton Place presso Londra, che comprò per 1,2 milioni di dollari, e anche la villa Odescalchi di Palo Laziale, ora trasformata in hotel di lusso chiamato la "Posta Vecchia", vicina al castello Odescalchi. Famosi sono gli aneddoti sulla sua avarizia, uno dei quali racconta che avesse telefoni a gettoni per gli ospiti. Nel 1952 fondò a Los Angeles il J. Paul Getty Museum Trust.

### Vita privata
Si sposò cinque volte ed ebbe cinque figli. L'ultima moglie, Louise Dudley Lynch, fu una cantante lirica, che all'inizio della seconda guerra mondiale fu messa in prigione come spia a Roma, ove rimase per parecchi mesi prima di essere rimpatriata. Nel 1973, quando suo nipote John Paul Getty III venne sequestrato in Italia dalla 'Ndrangheta, rifiutò al figlio Paul Getty i soldi per il riscatto, affermando "ho altri 14 nipoti, e se tiro fuori anche un solo centesimo avrò 14 nipoti sequestrati". Soltanto quando i rapitori faranno pervenire alla famiglia l'orecchio mozzato del nipote egli tornerà sulla sua decisione. Dopo aver pagato il riscatto, di circa 2 miliardi di lire, impose al nipote liberato di restituirgli ratealmente tutti i soldi con un interesse annuo del 4%. Alla sua morte, avvenuta nel 1976, il suo patrimonio netto era stimato tra i 2 e i 4 miliardi di dollari.

## Cultura di massa
- Il 25 dicembre 2017 è uscito nei cinema (in Italia il 4 gennaio 2018)[3] il film Tutti i soldi del mondo diretto da Ridley Scott, in cui viene raccontato il rapimento del nipote John Paul Getty III. Per quanto inizialmente realizzato con Kevin Spacey nel ruolo di Paul Getty, a seguito dello scandalo sulle molestie sessuali nei suoi confronti, tutte le sue scene sono state nuovamente girate utilizzando al suo posto Christopher Plummer.[4][5]
- Pochi mesi dopo, il 25 marzo, va in onda la serie televisiva Trust che ha sempre come argomento il rapimento del nipote;[6] qui a interpretare Getty è Donald Sutherland.